# 영주 흑석사 목조아미타여래좌상 및 복장유물
영주 흑석사 목조아미타여래좌상 및 복장유물(榮州 黑石寺 木造阿彌陀如來坐像 및 腹藏遺物)은 대한민국 경상북도 영주시 이산면 흑석사, 대구광역시 수성구 국립대구박물관이 소장하고 있는 조선시대 목조아미타여래좌상과 그 복장유물이다. 1993년 11월 5일 대한민국의 국보 제282호로 지정되었다.

## 개요
흑석사는 삼국시대 석조마애여래상과 통일신라의 석조여래좌상(보물 제681호 영주 흑석사 석조여래좌상)이 있는 절로, 늦어도 통일신라 때 창건된 절이라고 할 수 있다. 임진왜란 때 소실되어 폐사되었다가 1945년 다시 중창되었는데, 1990년대 대웅전에 봉안되어 있던 목조아미타불상 몸체 안에서 많은 유물들을 발견되었다.
이 목조불상은 함께 발견된 기록들에 의해 조선 세조 4년(1458)에 법천사 삼존불 가운데 본존불로 조성된 것임이 밝혀졌다. 정수리에 있는 상투 모양의 육계와 팔, 배 주변에 나타난 옷의 주름에서 조선 초기 불상의 특징이 보인다. 그러나 법천사란 사찰명은 경기도, 경상도, 전라도 등 여러 지역에 걸쳐 나타나고 있어 정확히 어느 곳에 있었던 절인지는 알 수 없다. 이 불상의 몸체 안에서는 불상의 조성을 알리는 글과 시주자 명단이 들어있는 『불상조성권고문』을 비롯하여 불경 내용을 적은 『불조삼경합부』와 불교부적 등 7종에 걸친 14점이 나왔다.
또한 1824년 유점사에서 간행된 『조상경』에 나오는 불상 몸체 안에 넣는 부장물의 내용과 일치하는 38종의 다양한 직물들과 5향(香), 5곡(穀), 유리·호박·진주 등 칠보류가 함께 발견되었다.
이 유물들은 아미타불의 만든 시기를 알려줄 뿐 아니라, 개별적으로도 가치가 있는 것으로 서지학(書誌學)과 직물 연구에 중요한 자료가 된다.

## 사진

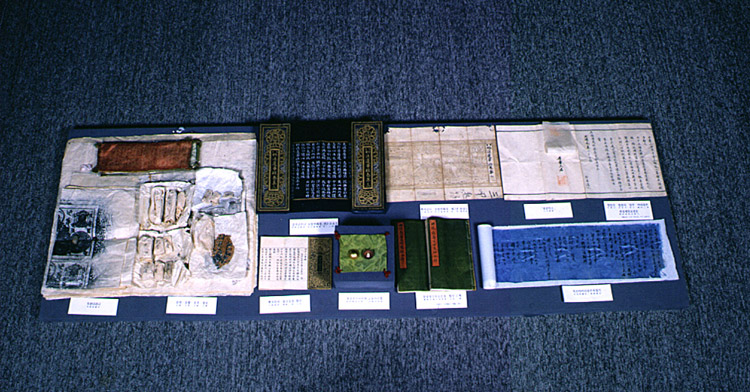
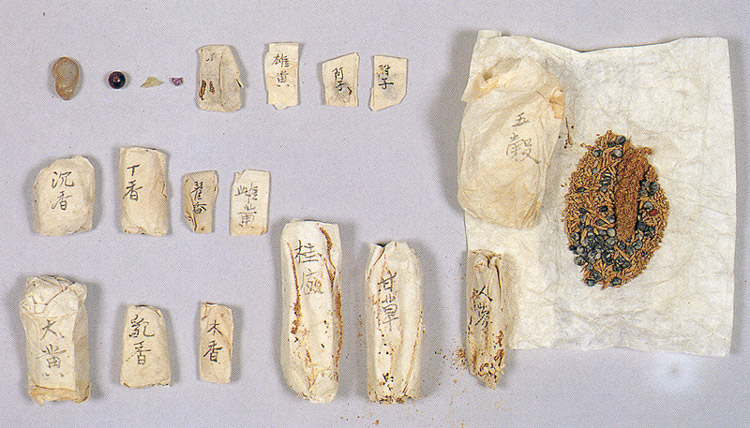
기타 복장물, 오향 등
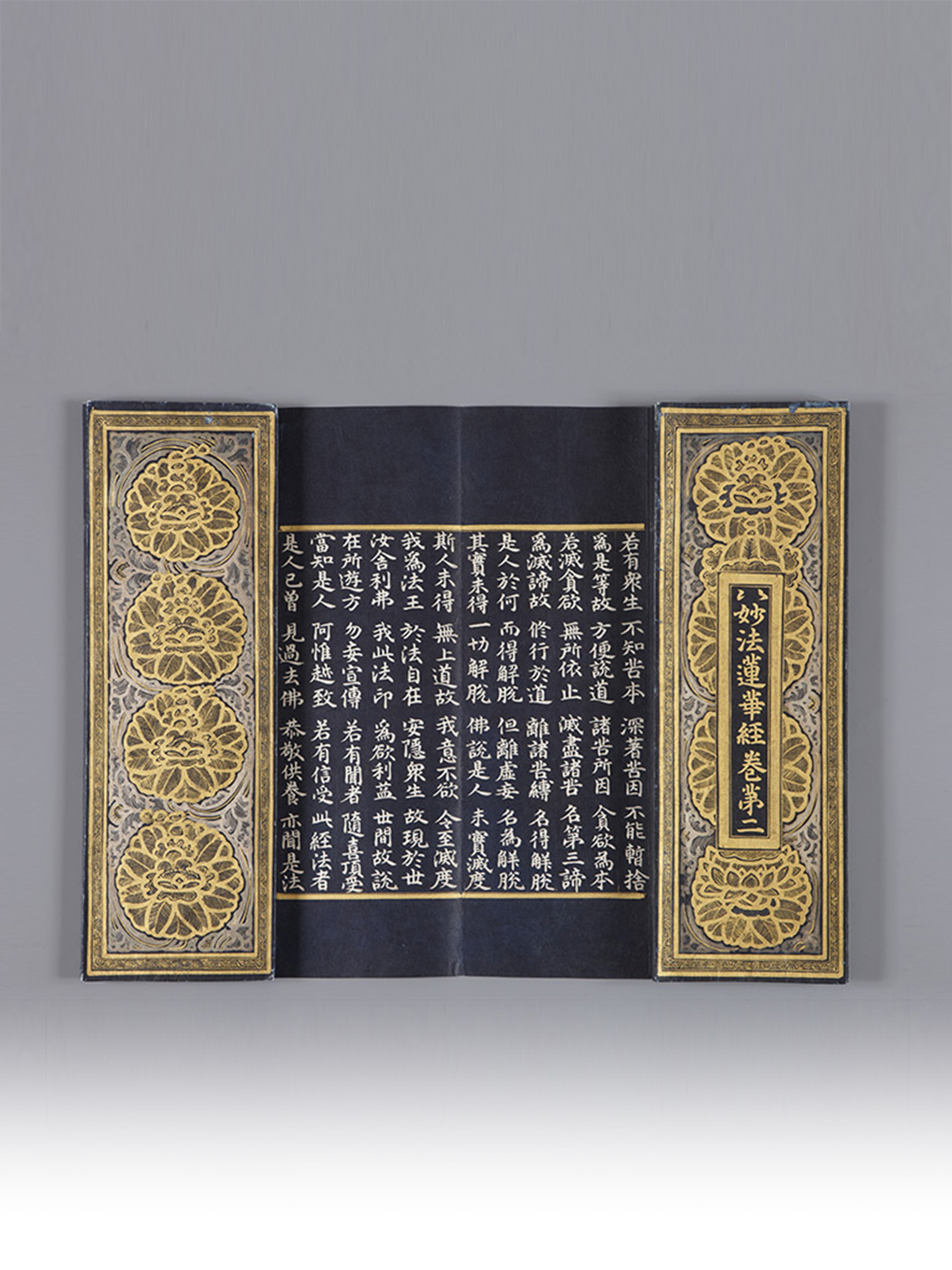
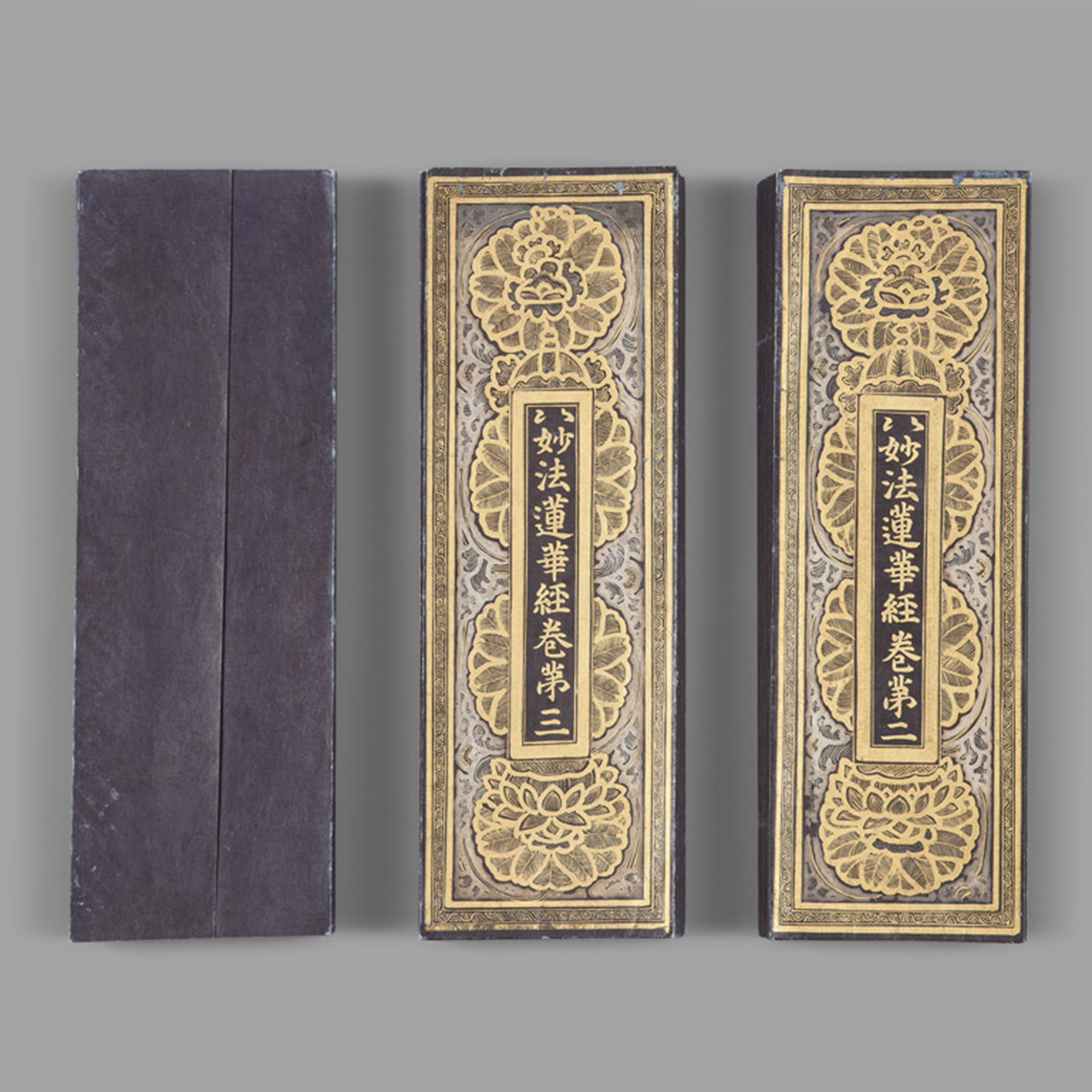
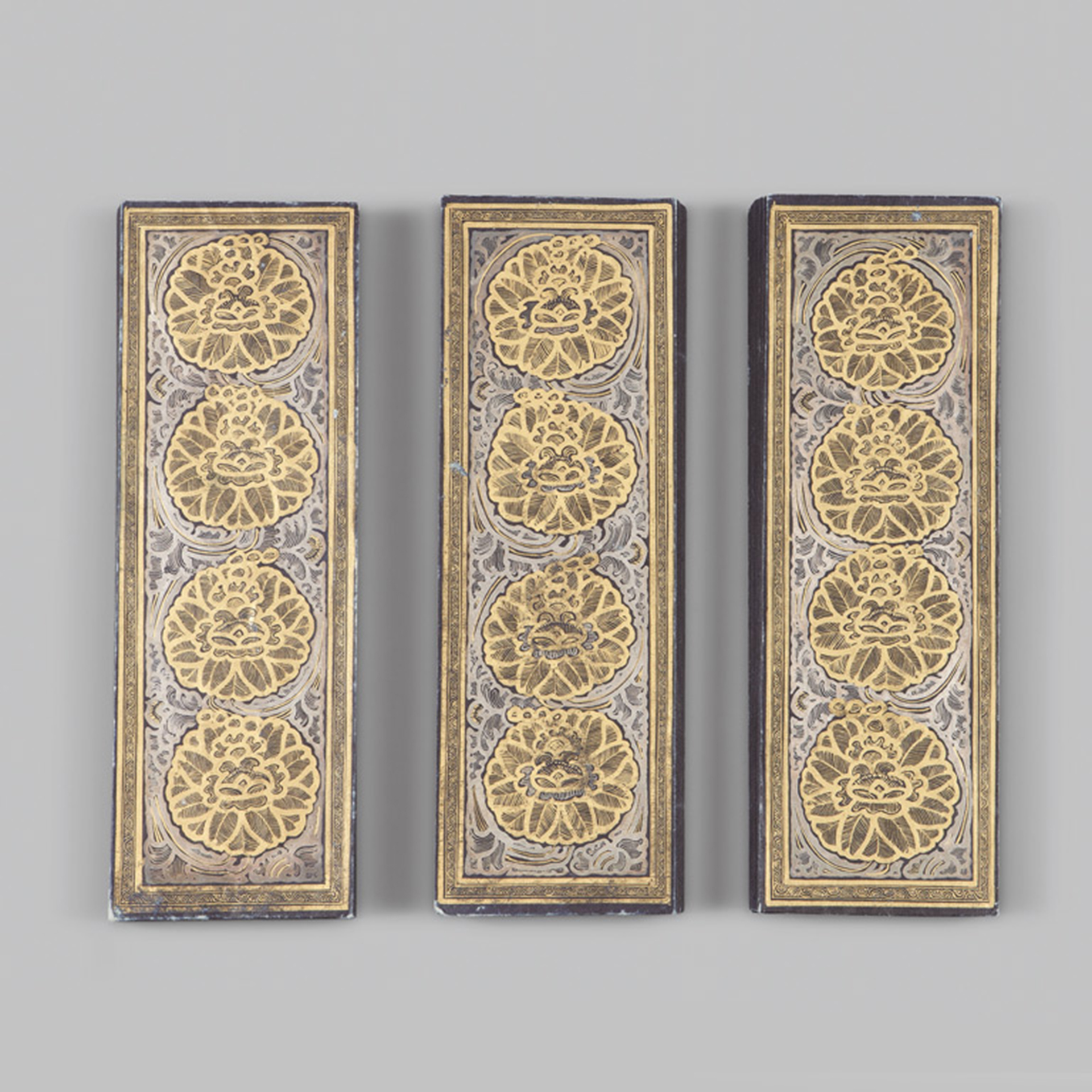
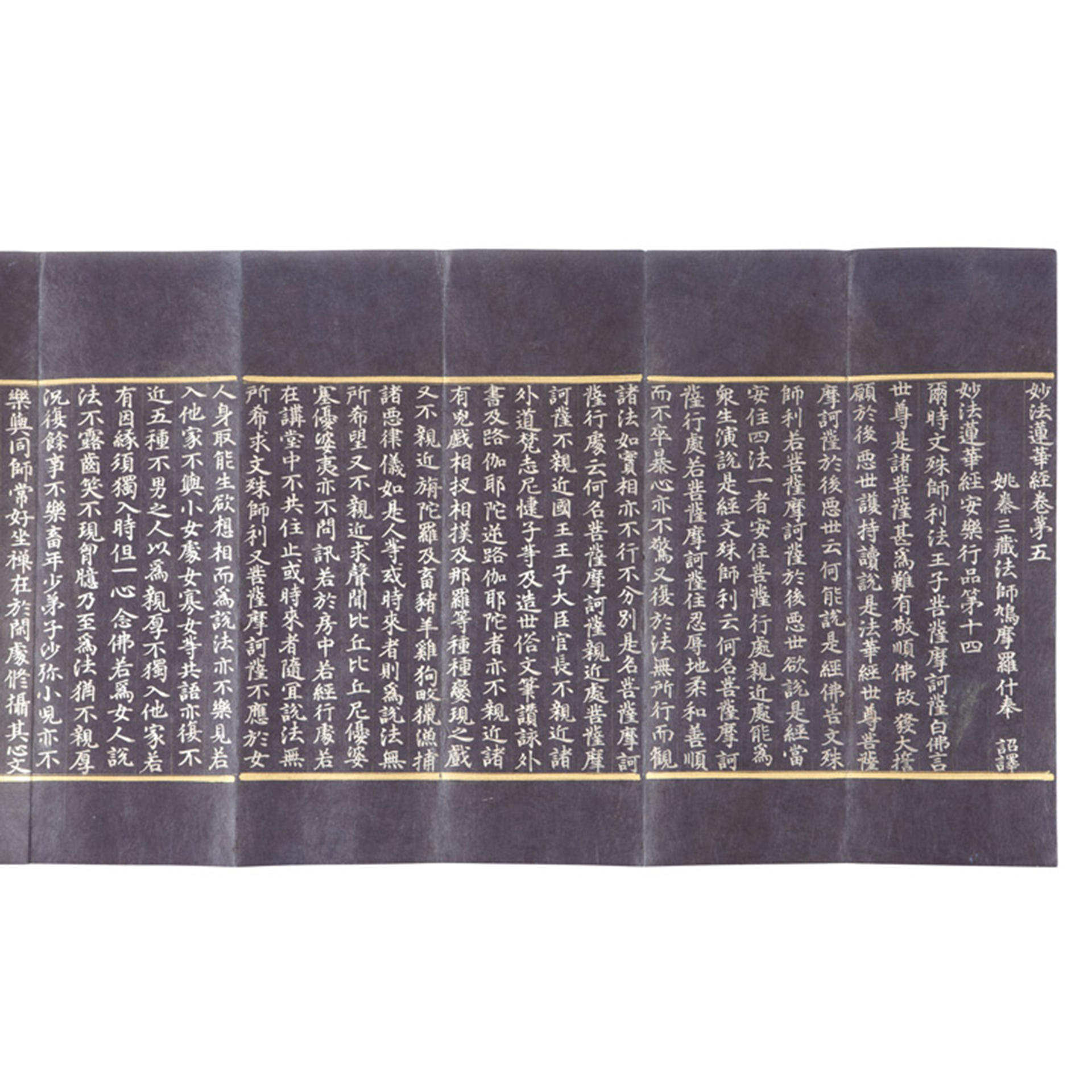

## 참고 문헌
- 영주 흑석사 목조아미타여래좌상 및 복장유물 - 국가유산청 국가유산포털